# Орло-Виста (Флорида)
Орло-Виста (англ. Orlo Vista) — статистически обособленная местность, расположенная в округе Ориндж (штат Флорида, США) с населением в 6047 человек по статистическим данным переписи 2000 года.

## География
По данным Бюро переписи населения США статистически обособленная местность Орло-Виста имеет общую площадь в 4,92 квадратных километров, водных ресурсов в черте населённого пункта не имеется.
Статистически обособленная местность Орло-Виста расположена на высоте 34 м над уровнем моря.

## Демография
| Год переписи        | Нас. |  | %±    |
| ------------------- | ---- |  | ----- |
| 1980                | 6474 |  | —     |
| 1990                | 5990 |  | −7,5% |
| 2000                | 6047 |  | 1%    |
| 1980–2000 Источник: |      |  |       |

По данным переписи населения 2000 года в Орло-Виста проживало 6047 человек, 1362 семьи, насчитывалось 2077 домашних хозяйств и 2230 жилых домов. Средняя плотность населения составляла около 1229,07 человек на один квадратный километр. Расовый состав населённого пункта распределился следующим образом: 58,91 % белых, 26,61 % — чёрных или афроамериканцев, 0,60 % — коренных американцев, 3,54 % — азиатов, 0,05 % — выходцев с тихоокеанских островов, 3,80 % — представителей смешанных рас, 6,50 % — других народностей. Испаноговорящие составили 14,78 % от всех жителей статистически обособленной местности.
Из 2077 домашних хозяйств в 34,8 % воспитывали детей в возрасте до 18 лет, 41,0 % представляли собой совместно проживающие супружеские пары, в 17,4 % семей женщины проживали без мужей, 34,4 % не имели семей. 24,9 % от общего числа семей на момент переписи жили самостоятельно, при этом 5,0 % составили одинокие пожилые люди в возрасте 65 лет и старше. Средний размер домашнего хозяйства составил 2,81 человек, а средний размер семьи — 3,38 человек.
Население статистически обособленной местности по возрастному диапазону по данным переписи 2000 года распределилось следующим образом: 27,7 % — жители младше 18 лет, 11,1 % — между 18 и 24 годами, 31,6 % — от 25 до 44 лет, 19,4 % — от 45 до 64 лет и 10,2 % — в возрасте 65 лет и старше. Средний возраст жителей составил 32 года. На каждые 100 женщин в Орло-Виста приходилось 99,8 мужчин, при этом на каждые сто женщин 18 лет и старше приходилось 96,0 мужчин также старше 18 лет.
Средний доход на одно домашнее хозяйство статистически обособленной местности составил 34 795 долларов США, а средний доход на одну семью — 39 896 долларов. При этом мужчины имели средний доход в 26 524 доллара США в год против 20 512 долларов среднегодового дохода у женщин. Доход на душу населения статистически обособленной местности составил 34 795 долларов в год. 12,0 % от всего числа семей в населённом пункте и 16,8 % от всей численности населения находилось на момент переписи населения за чертой бедности, при этом 20,6 % из них были моложе 18 лет и 22,9 % — в возрасте 65 лет и старше.